# Englewood (Kansas)
Englewood és una població dels Estats Units a l'estat de Kansas. Segons el cens del 2000 tenia 109 habitants.

## Demografia
Segons el cens del 2000, Englewood tenia 109 habitants, 49 habitatges, i 29 famílies. La densitat de població era de 42,1 habitants/km².
Dels 49 habitatges en un 24,5% hi vivien nens de menys de 18 anys, en un 55,1% hi vivien parelles casades, en un 4,1% dones solteres, i en un 38,8% no eren unitats familiars. En el 34,7% dels habitatges hi vivien persones soles el 18,4% de les quals corresponia a persones de 65 anys o més que vivien soles. El nombre mitjà de persones vivint en cada habitatge era de 2,22 i el nombre mitjà de persones que vivien en cada família era de 2,9.
Per edats la població es repartia de la següent manera: un 19,3% tenia menys de 18 anys, un 4,6% entre 18 i 24, un 18,3% entre 25 i 44, un 30,3% de 45 a 60 i un 27,5% 65 anys o més.
L'edat mediana era de 50 anys. Per cada 100 dones de 18 o més anys hi havia 131,6 homes.
La renda mediana per habitatge era de 22.500 $ i la renda mediana per família de 28.750 $. Els homes tenien una renda mediana de 23.750 $ mentre que les dones 0 $. La renda per capita de la població era de 10.744 $. Entorn del 13,3% de les famílies i el 30,3% de la població estaven per davall del llindar de pobresa.

## Poblacions més properes
El següent diagrama mostra les poblacions més properes.